# Héctor Vázquez Langorta
Héctor Vázquez (Paso de los Toros, 16 de noviembre de 1978) es un exfutbolista uruguayo. Jugaba de defensa central.

## Trayectoria
En el 2009 llega al Total Chalaco club que recién había ascendido, el "muro" jugaba regularmente y se convirtió en pieza fundamental del equipo que logró mantenerse en la categoría. Jugó 39 partidos y anotó 3 goles. Fue conocido como el que le anota y se juega partidazos ante equipos grandes.
Debido a su buen año en el siguiente año ficha por el Sport Boys cumpliendo una temporada irregular quedando en el puesto 10
En el 2011 vuelve a Tacuarembó club con el que desciende en ese año.

## Clubes
| Club               | País      | Año       |
| ------------------ | --------- | --------- |
| Tacuarembó FC      | Uruguay   | 2000-2004 |
| Liga de Portoviejo | Ecuador   | 2005      |
| Miramar Misiones   | Uruguay   | 2005      |
| Tacuarembó         | Uruguay   | 2006-2008 |
| Miramar Misiones   | Uruguay   | 2007-2008 |
| Bella Vista        | Uruguay   | 2008      |
| Total Chalaco      | Perú      | 2009      |
| Sport Boys         | Perú      | 2010      |
| Tacuarembó FC      | Uruguay   | 2011      |
| Sportivo Italiano  | Argentina | 2011      |
| Tacuarembó FC      | Uruguay   | 2012-2013 |
| Plaza Colonia      | Uruguay   | 2013      |
| Santos Macapá      | Brasil    | 2014      |
| Plaza Colonia      | Uruguay   | 2014      |